# Agromyza pseudoruifpes
Agromyza pseudoruifpes este o specie de muște din genul Agromyza, familia Agromyzidae, descrisă de Nowakowski în anul 1964.
Este endemică în Polonia. Conform Catalogue of Life specia Agromyza pseudoruifpes nu are subspecii cunoscute.